# White Rabbit
White Rabbit е вторият студиен албум от музиката на рок група Egypt Central, издаден на 31 май 2011. Първият сингъл е White Rabbit, и е издаден на радиостанции на 15 февруари 2011 г. 30 секунди превю на албума е публикуван на официалния Egypt Central YouTube канал.

## Списък на песните
1. Ghost Town 3:44
2. White Rabbit 3:37
3. Goodnight 3:44
4. Kick Ass 3:18
5. Change 3:38
6. The Drug (Part One) 3:12
7. Down In Flames 3:53
8. Enemy Inside (Part Two) 4:12
9. Blame 3:19
10. Dying To Leave 3:26
11. Surrender 2:59
12. Backfire 4:05
13. Liar 3:28
14. 15 Minutes 3:15
15. White Rabbit (Acoustic) 4:01